# جون جوميري
جون جومري (بالإنجليزية:John Gomery) (ولد في 9 آب 1932) هو فقيه كندي. ولد في مونتريال، كيبيك، كندا.

## مسار مهني
تلقى Gomery تعليمه في جامعة مكغيل حيث حصل على بكالوريوس الآداب (BA) وبكالوريوس في القانون المدني (BCL). كان جومري عضواً في مجلة McGill Law Journal.
منذ عام 1957، عمل غومري في مكتب المحاماة Fasken و Martineau و Dumoulin في مجالات قانون الأسرة والتقاضي التجاري والإفلاس وأصبح شريكاً هناك في عام 1966. في عام 1972، تم تعيينه مستشاراً للملكة (QC). في عام 1982, تم تعيينه في محكمة كيبيك العليا بمقاطعة مونتريال ومن 1999 إلى 2005 شغل منصب رئيس مجلس حقوق الطبع والنشر في كندا (تم تجديده في 2002).
شارك غومري أيضاً في نقابة المحامين الكندية و Chambre des notaires du Québec . وكان أيضاً رئيساً للجنة العامة لجوج دو لا كورت سوبريور دو كيبيك، ورئيس لجنة قانون الأسرة من 1983 إلى 1993, وكان عضواً في لجنة قواعد الممارسة منذ البداية.
تقاعد جومري من منصة المحكمة في 9 آب 2007، بعد أن بلغ 75 عاماً، وهو سن التقاعد الإلزامي.

## لجنة جومري
تم تعيين جومري في 19 فبراير 2004 كمفوض تحقيق في برنامج الرعاية والأنشطة الإعلانية (بشكل غير رسمي، لجنة جومري) للتحقيق في فضيحة الرعاية. تم تحديد ولاية جومري من خلال القسم الرابع، البند الأول من قانون التحقيقات الذي ينص على ما يلي: «يتم توجيه المفوض لأداء واجباته دون التعبير عن أي استنتاج أو توصية فيما يتعلق بالمسؤولية المدنية أو الجنائية لأي شخص أو منظمة ولضمان أن إجراء التحقيق لا يعرض للخطر أي تحقيق جنائي أو إجراءات جنائية جارية». بعبارة أخرى، كان تفويض جومري هو تحديد ما إذا كانت هناك مشاكل مع برنامج الرعاية الفيدرالية في كيبيك بين عامي 1995 و 2003، مُنع صراحةً من تسمية أي أفراد أو منظمات قد تكون مسؤولة عن الاحتيال المزعوم الذي حدث أثناء برنامج الرعاية. تقرير Gomery، متوفر في عدة أجزاء على سبيل المثال استعادة المساءلة: التوصيات، ساعدت شرطة الخيالة الملكية الكندية في إجراء مزيد من التحقيقات، مما أدى إلى توجيه تهم جنائية ومقاضاة بعض الشخصيات الرئيسية في الفضيحة.
وقد تعرض لانتقادات من قبل العديد، ولا سيما أنصار كريتيان، الذين رأوا تعامله في اللجنة متحيزاً. كما انتقد آخرون اختصاصات جومري التي لم تسمح للتحقيق بالتحقيق في عادات التعاقد مع بول مارتن كوزير للمالية.
في عام 2005، اختارت الصحافة الكندية Gomery Newsmaker لهذا العام. كما اختارته مجلة تايم صانع الأخبار الكندي لهذا العام.
ذهب جان كريتيان إلى المحكمة الفيدرالية لتبرئة اسمه وإبطال تقرير غومري. في 26 حزيران 2008، انتقد القاضي الفيدرالي ماكس تيتلبوم جومري لإدلائه بتعليقات تشير إلى أنه حكم على القضايا قبل سماع جميع الأدلة وإظهار التحيز ضد كريتيان. كما حكم القاضي الفيدرالي بأن تعليقات جومري على «بلدة صغيرة رخيصة» ترقى إلى إهانة شخصية لكريتيان. ألغت المحكمة استنتاجات استقصاء جومري بأن كريتيان وجان بيليتييه يتحملان المسؤولية عن فضيحة الرعاية.